# Antonio Bonifacio
Antonio Bonifacio (Cosenza, 21 aprile 1957) è un attore, sceneggiatore e regista italiano.

## Biografia
Interpreta ruoli secondari in alcuni film (anche per la televisione) a partire dal 1978. Dal 1982 intraprende la carriera di aiuto regista – dopo qualche esperienza teatrale e nel doppiaggio – lavorando soprattutto con Joe D'Amato. 
Il suo primo film da regista è Appuntamento in nero, un thriller-erotico del 1989 che risente non poco della lezione del suo maestro. Dopo qualche film realizza per la televisione "Turbo", un serial di grande successo. Sempre per la televisione firma La stanza della fotografia, buon film di genere. 
Tra i suoi lavori ricordiamo i film Laura non c'è (1998), Il delitto di via Monti Parioli con Luca Lionello (1998) e la popolare fiction della Rai intitolata Turbo (prima e seconda stagione), con protagonisti Roberto Farnesi, Anna Valle, Patrizio Pelizzi, Ursula Buschhorn e Isabel Russinova.

## Filmografia

### Regista

#### Cinema
- Appuntamento in nero (1991)
- Nostalgia di un piccolo grande amore (1991)
- Kreola (1993)
- La strana storia di Olga O (1995)
- Laura non c'è (1998)
- Il delitto di via Monti Parioli (1998)
- Il monastero (2004)

#### Televisione
- La stanza della fotografia (1999)
- Turbo (1999-2001)

### Sceneggiatore
- La monaca nel peccato, regia di Aristide Massaccesi (1986)
- Il delitto di via Monti Parioli, regia di Antonio Bonifacio (1997)

### Attore
- Circuito chiuso, regia di Giuliano Montaldo – film TV (1978)
- Eccezzziunale... veramente, regia di Carlo Vanzina (1982)
- Stesso mare stessa spiaggia, regia di Angelo Pannacciò (1983)
- Un'età da sballo, regia di Angelo Pannacciò (1983)